# Joseph Alfred Hardcastle (Astronom)
Joseph Alfred Hardcastle (* 27. August 1868 in Pakenham, Suffolk; † 10. November 1917 in Oxted, Surrey) war ein englischer Astronom.

## Leben
Joseph Alfred Hardcastle wurde als ältester Sohn von Henry Hardcastle (1840–1922), Sohn von Joseph Alfred Hardcastle (1815–1899), und Maria Sophia, Tochter von John Herschel, geboren. Nach seiner Ausbildung an der Harrow School, an der er 1886 die Neeld-Gold-Medaille für Mathematik gewann, ging er 1887 an das Trinity College, Cambridge, zum Studium der Astronomie, musste aber bereits im darauffolgenden Jahr aus familiären Gründen das College verlassen. Seit 1890 ging es ihm gesundheitlich schlecht und er musste viele englische Winter in der Schweiz, Italien und Ägypten verbringen. 1897 ging er zurück an die Universität, doch musste auch diesmals, aus gesundheitlichen Gründen, das Studium niederlegen. 1899 heiratete er Theresa Selina Clive, jüngste Tochter von Edward Clive Bayley (1821–1884).
Ab 1900 begann er damit, astronomische Vorlesungen zu halten. 1901 wurde er Mitglied der Oxford University Extension Delegacy und des Cambridge Extension Syndicate. Neben seiner Lehrtätigkeit betätigte er sich aber auch weiter in der Forschung. Er arbeitete einige Zeit am Oxford University Observatory und siedelte 1903 nach Crowthorne, Berkshire um, um mit Samuel Arthur Saunder (1852–1912) zusammen an der genauen Position von Mondformationen zu arbeiten.
Am 10. Januar 1902 wurde er Mitglied der Royal Astronomical Society. Im gleichen Jahr wurde er Mitglied der British Astronomical Association, zu deren Sekretär er im Oktober 1904 gewählt wurde. Diese Stelle hatte er sechs Jahre inne. Ab 1910 ging es mit seiner Gesundheit stetig bergab, so dass er die Sekretärsstelle der British Astronomical Association aufgab und die Präsidentschaft ablehnte. Auch seine Lehrtätigkeit legte er fast vollständig nieder. Seine Gesundheit erholte sich nur kurz wieder. Die Stelle als Direktor am Armagh Observatory, als Nachfolger des 1916 zurückgetretenen Johan Ludvig Emil Dreyer, konnte er nicht mehr antreten.